# Gliniczka
Gliniczka (niem. Klein Lehmwasser) – część miasta Jedlina-Zdrój, położona w województwie dolnośląskim, w powiecie wałbrzyskim.